# Organisationen af ukrainske nationalister
Organisationen af ukrainske nationalister OUN  (ukrainsk: Організація українських націоналістів) var en højreekstremistisk, nationalistisk ukrainsk politisk bevægelse grundlagt i Polen i mellemkrigstiden. OUN accepterede vold som et politisk redskab mod indenlandske og udenlandske modstandere. I 1942 oprettede OUN en militærgren af bevægelsen kaldet UPA.

## OUNs målsætning
OUNs erklærede mål var at skabe et etniskt rent ukrainsk område gennem en national revolution under ledelse af en diktator. Nationalisterne i OUN var imod demokrati, mangel på disciplin og blødhed overfor fjenderne, og byggede på Dmitro Dontsovs tanker, der gik ind for "nationalisme handling", som betyder vold. Idéerne var meget det samme som i de andre fascistiske bevægelser Østeuropa som Ustaše i Kroatien og Jerngarden i Rumænien. Jøderne blev betragtet som "den mest trofaste tilhængere af bolsjevikiske regime, og avantgarde for den moskovitiske imperialisme i Ukraine". OUN og UPA gennemførte massemord på den polske befolkning i de områder OUN så som ukrainske.

## Perioden 1929-39
Stepan Bandera og Roman Sjuchevitj var medstiftere af OUN. Begge havde været medlemmer af den ukrainske motstands- och sabotageorganisation UVO, ukrainsk: Українська Військова Організація (tr. Ukrajinska Vijskova Orhanizatsija). Begge gjorde hurtig karriere i OUN. Allerede i 1930 stod Sjuchevitj i spidsen for en bølge af angreb på polske hjem i Galicien. I 1931 var Bandera ansvarlig for OUNs propaganda, og i årene 1932-1933 var han næstkommanderende i organisationen. I juni 1933 blev Bandera udnævnt til regional leder i Galicien og opbyggede en afdeling i det vestlige Ukraine, der kæmpede mod både Polen og hvad de så som den sovjetiske imperialisme.
I 1933 dræbtes en embedsmand ved den sovjetiske konsulat i Lviv. For at sætte en stopper for polske ekspropriationer af ukrainsk ejendom angreb OUN polske embedsmænd. I 1934 dræbtes Polens indenrigsminister Bronislaw Pieracki i Warszawa af OUN-medlem Hryhoriy Matsejko. Pieracki havde det formelle ansvar for den polske regerings kamp mod OUN. Efter var angrebet Bandera stillet for retten både i Warszawa og Lviv. I Warszawa blev han anklaget for sin deltagelse i angrebet på Bronisław Pieracki og i Lviv for sin rolle som leder af OUN. Han blev dømt til døden, men hans dom blev forvandlet til livsvarigt fængsel. Imidlertid var han igen på fri fod, da de sovjetiske styrker besatte Lviv i 1939.
Efter krigen overlevede OUN blandt ukrainere i udlandet og siden 1991, efter Sovjetunionens opløsning og Ukraine blev selvstændigt, blev OUN igen aktive i Ukraine, men nu under navnet "Ukrainsk folkeforsamling (UNA)" og "Ukrainsk nationalistkongres (KUN)". KUN er en del af koalitionen Vort Ukraine, ledet af Ukraines tidligere præsident Viktor Jusjtjenko.